# マーティン・テイラー
マーティン・テイラー（Martin Taylor、1979年11月9日 - ）は、イングランド・アッシントン出身の元プロサッカー選手。現役時代のポジションはDF。

## 経歴

### クラブ
ブラックバーン・ローヴァーズFCでプロキャリアをスタート。レンタルをはさんで6シーズン在籍し、全公式戦で100試合以上に出場。2002年にはフットボールリーグカップ優勝を果たした。
2004年冬にバーミンガム・シティFCに移籍。2008年2月のアーセナルFC戦でエドゥアルドに開放骨折のけがを負わせ、一発退場。試合後にはアーセン・ベンゲルから非難された。
2010年1月、ワトフォードFCに移籍。その後はプレミアリーグに戻ることなく、シェフィールド・ウェンズデイ、ブレントフォードでプレー。2013-14シーズン終了後にシェフィールド・ウェンズデイを退団し、そのまま現役を引退した。

### 代表
ユース年代のイングランド代表歴がある。

## 所属クラブ
プロ
- ブラックバーン・ローヴァーズFC 1997-2004

→ダーリントンFC 2000 (loan)
→ストックポート・カウンティFC 2000 (loan)
- バーミンガム・シティFC 2004-2010

→ノリッジ・シティFC 2007 (loan)
- ワトフォードFC 2010-2012
- シェフィールド・ウェンズデイFC 2012-2014

→ブレントフォードFC 2013 (loan)

## 代表歴
- イングランドU-18
- イングランドU-21
  - UEFA U-21欧州選手権2002

## タイトル
ブラックバーン・ローヴァーズ
- フットボールリーグカップ: 2001-02